# Cmentarz garnizonowy w Płocku
Cmentarz Garnizonowy w Płocku – cmentarz wojskowy znajdujący się w Płocku przy ul. Norbertańskiej 25. 

## Historia i architektura
Nekropolia zajmuje powierzchnię 0,70 ha, jest ogrodzona murem, zadbana i utrzymana w porządku. Posiada drogi gruntowe i asfaltowe. Znajduje się na niej ponad 50 mogił pojedynczych i mogiły zbiorowe. Założona została w końcu XIX wieku przez Rosjan.
W latach 1914–1918 był miejscem, gdzie Niemcy grzebali żołnierzy wszystkich armii. Po zajęciu miasta pochowali tutaj około pięćdziesięciu swoich żołnierzy, którzy zmarli z ran w płockich szpitalach po bitwie przasnyskiej. Z tego okresu zachował się częściowo zniszczony (po 1945) pomnik z białego marmuru wykonany przez Niemców. Został on poddany renowacji i wzmocnieniu w 2012. W pobliżu bramy głównej znajduje się zbiorowa mogiła, w której złożono prochy poległych obrońców Płocka z 1920. Na pamiątkowej płycie znajduje się napis: Bohaterom poległym za wolność Ojczyzny – 18 VIII 20.
Dużą wartość artystyczną przedstawiają groby oficerów carskich, w tym trzech generałów, kilku pułkowników i oficerów, wykonane z granitu bądź z żeliwa i zachowane w dość dobrym stanie. W najstarszym z oznaczonych grobów znajdują się prochy wachmistrza Pułku Ukraińskiego w Płocku Skubajewa, zmarłego w 1902. W wielu grobach spoczywają prochy żołnierzy i oficerów 4 PSK i 8 PAL, jak również żołnierzy z innych jednostek poległych w walkach 1939. 
W 1986 roku zmodernizowano i wyremontowano ogrodzenie oraz bramę, przy której umieszczono tablicę z napisem: Cmentarz 1914–1939 i dwa stylizowane miecze.